# Comuna Šoštanj
Šoštanj (Občina Šoštanj) este o comună din Slovenia, cu o populație de 8.254 de locuitori (2002).

## Localități
Bele Vode, Družmirje, Florjan, Gaberke, Lokovica, Ravne, Skorno pri Šoštanju, Šentvid pri Zavodnju, Šoštanj, Topolšica, Zavodnje